# 班斯基蘇霍多爾山

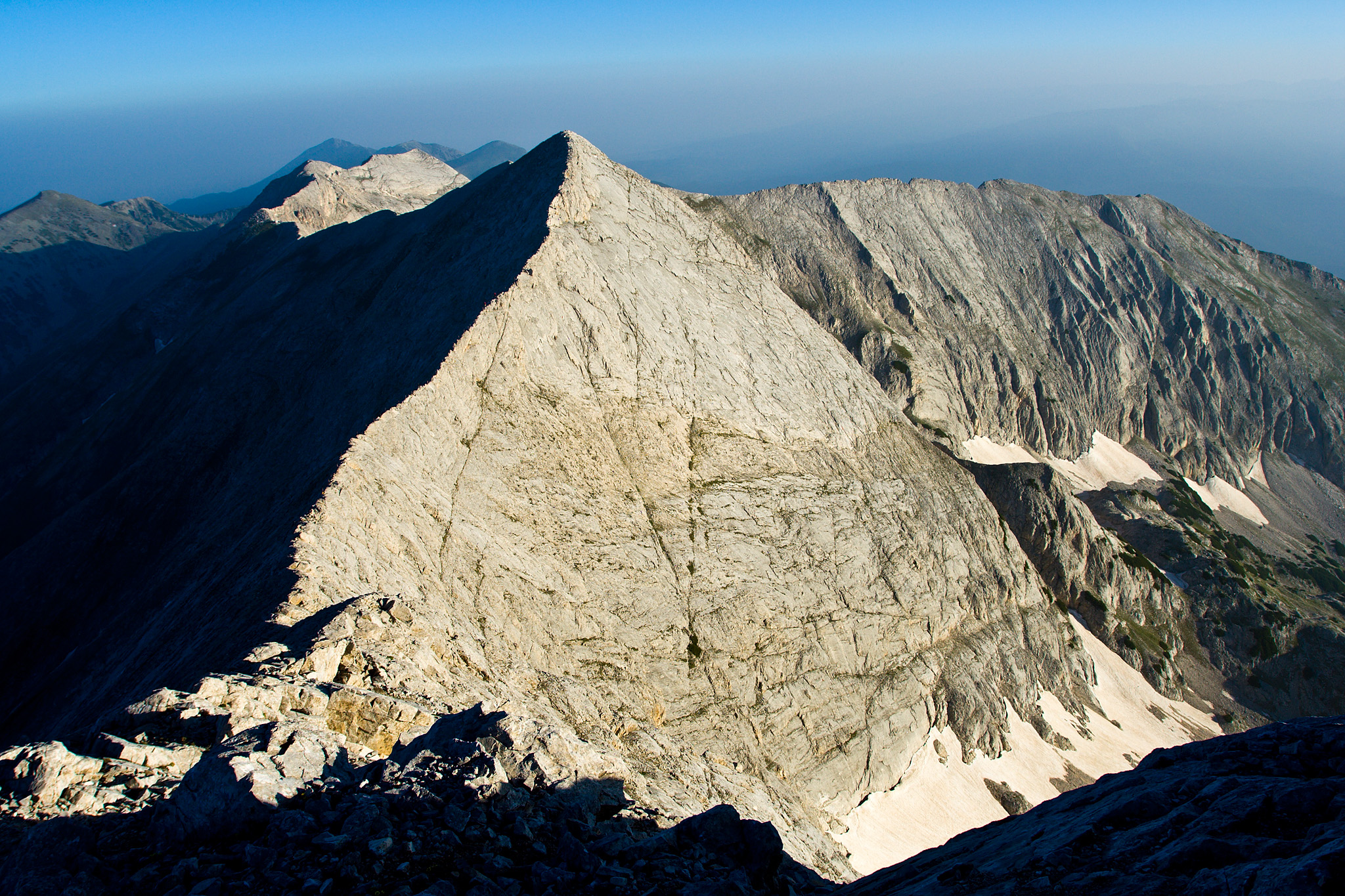

41°47′03.4″N 23°23′27.3″E / 41.784278°N 23.390917°E
班斯基蘇霍多爾山（英語：Banski Suhodol）是保加利亞的山峰，位於該國西南部，處於布拉戈耶夫格勒州，屬於皮林山脈的一部分，該山峰海拔高度2,884米。